# Kostel svatého Mikuláše (Vacov)
Kostel svatého Mikuláše ve Vacově je stavba pseudogotického kostela, který je farním kostelem vacovské farnosti. Kostel byl postaven v letech 1888–1890 na místě původního kostela, který měl půlkruhovou apsidu, věž na západním nároží a rozsáhlou emporu.

## Historie
Na místě současného kostela stála podle písemné zmínky z roku 1193 poustevnická kaple, na jejímž místě byl postaven dřevěný kostel (údajně v roce 1230). Ten byl za husitských válek v roce 1421 vypálen a pobořen. Po roce 1588, kdy Vacov získali Kocové z Dobrše, je doložen kamenný kostel sv. Vavřince, tento kostel v roce 1757 vyhořel a jeho následná oprava trvala 30 let. Patronát původního kostela drželi nobilitovaní svobodní rytíři z Chvalšovic, Miřetic, Radkovic, Čkyně, Benešovy Hory, Mladíkova, Hodkovic a Klínovic. Ve starém kostele byly umístěny roku 1706 varhany od horažďovického varhanáře Václava Turnovského, ty byly v roce 1861 vyměněny neznámým varhanářem za cenu 510 zlatých. Kostel byl jako nevyhovující v roce 1885 zbourán a místo něj byl v letech 1888–1890 postaven současný kostel sv. Mikuláše. Základní kámen nese vročení 19. června 1888. Stavbu nového kostela navrhli architekti Jan Sedláček, J. Tille a J. Štěrbák. Patronem výstavby nového kostela byl kníže ze Schwarzenbergu, schwarzenberským erbem je vyzdobena kruchta kostela. Podle Alžběty Birnbaumové byla demolice původního cenného kostela a výstavba nového chybou, která připravila obec o historickou památku. Kostel vysvětil 10. srpna 1890 (na svátek sv. Vavřince) českobudějovický biskup Martin Josef Říha.

## Popis
Kostel, který leží severně od jádra obce, tvoří dominantu obce. Má křížový půdorys s podélnou lodí, (tvořenou trojlodím), jež je doplněna příčnou lodí), a presbytář s trojbokým závěrem. Presbytář je od lodi oddělen výrazným vítězným oboukem. Na západě se nachází věž; kostel je obklopen bývalým hřbitovem.
Z původního kostela románského původu byly zachovány pouze dva zvony od Brikcího z Cimperka z let 1568 a 1588 a některé náhrobní kameny (z let 1583, 1785, 1825 a 1856), které byly během výstavby nového kostela vetknuty do stěn.
Zařízení kostela je pseudogotické. V kostele se nachází hlavní oltář sv. Mikuláše s obrazem sv. Mikuláše z poloviny 19. století, postranní oltáře na přání vrchnosti nesou zasvěcení sv. Janu Nepomuckému (severní oltář) a Panně Marii (jižní oltář). Osadníci si vymohli umístění soch sv. Martina a sv. Vavřince na hlavním oltáři jako náhradu za boční oltáře tohoto zasvěcení z původního kostela. Dále se v kostele nalézá oltářní obraz sv. Jana Nepomuckého od Antonína Lhoty z roku 1899. Během výstavby nového kostela byly pořízeny nové varhany od varhanáře Jindřicha (Heinricha) Schiffnera ze Cvikova, varhany mají mechanickou trakturu, kuželkovou vzdušnici a 8 rejstříků. Varhany pak byly po rekvizici prospektových cínových píšťal (1918) roku 1929 opraveny varhanářem Čeňkem Skopkem z Tábora a doplněny; cena práce činila 2800 Kčs. Interiér ve 20. století vyzdobil malíř Alois Martan – jako diplomovou práci vymaloval presbytář kostela, po Sametové revoluci okrášlil kostel mozaikou Krista Pantokratora. V letech 2018–2020 došlo k výměně oken kostela a instalaci vitráží se zobrazením českých zemských patronů.
Východně od kostela stojí barokní výklenková kaple sv. Jana Nepomuckého z 18. století. Areál kostela a bývalého hřbitova je obehnán ze severu ohradní zdí, na jihu a západě kovovými ploty, na jihozápadě sousedí s objektem restaurace a sálu.
Ve Vacově se okolo svátku patrona původního kostela, sv. Vavřince, (10. srpna) slaví „malá pouť“ (Vavřinecká), která svým významem předčí „velkou“ pouť ke sv. Mikuláši.
U kostela stály původně vzrostlé jírovce (kaštany), které však byly v roce 2011 pokáceny.

## Zvony
Kromě dvou historických zvonů z let 1568 a 1588 se ve věži kostela nacházely ještě dva zvony, oba byly postupně zrekvírovány během světových válek.

### Zvon Josef
Zvon Josef z dílny Hilzerů (Petera Hilzera) byl ulit v roce 1889 v souvislosti s výstavbou nového kostela. Zvon kostelu věnoval vacovský rodák, Josef Mráz, farář na odpočinku ve Vídni. Zvon měl hmotnost 229 kg, byl na něm obraz sv. Josefa a nesl nápis: „Tento zvon věnoval ku cti a chvále sv. Josefa, pěstouna Pána Ježíše, důstojný pán P. Josef Mráz, farář na odpočinku ve Vídni, rodák vacovský, a ulil léta Páně 1889 Peter Hilzer, c. k. dvorní zvonař v Novém městě Vídeňském.“ Zvon byl rekvírován pod číslem 575 20. prosince 1916 a byl odvezen na nádraží do Čkyně o den později.

### Zvon Václav
V roce 1935 byl náhradou za rekvírovaný zvon Josef pořízen za finance osadníků z Vacova a okolních vesnic zvon Václav. Dr. Pernegr je tak vybídl v kázání 27. ledna 1935, ve sbírkách se následně vybralo 10 670,5 Kčs. Zvon ulila firma Rudolf Perner v Suchém Vrbném, vážil 284 kg a měl průměr 80 cm. Byl laděn do tónu „h“. Na zvonu se nacházel reliéf sv. Václava s invokací „Sv. Václave, nedej zhynouti nám ni budoucím.“, na druhé straně zvonu byl nápis shrnující okolnosti pořízení zvonu: „Obětavostí osadníků byl jsem zavěšen na místo zvonu, jenž padl za oběť molochu světové války 1916. – Můj hlas volá proto vroucně k nebi. Bože, žehnej osadě Vacovské.“ Po sedmi letech v kostele však zvon stihl osud jeho předchůdce, neboť byl roku 1942 rekvírován pro válečné účely.

## Bohoslužby
Bohoslužby v kostele slouží administrátor excurrendo ze Čkyně, R.D. MVDr. Mgr. Jan Janoušek.
| Den    | Hodina                              |
| ------ | ----------------------------------- |
| neděle | 11.30                               |
| středa | 16.30 (zimní čas) 17.30 (letní čas) |

## Fotogalerie

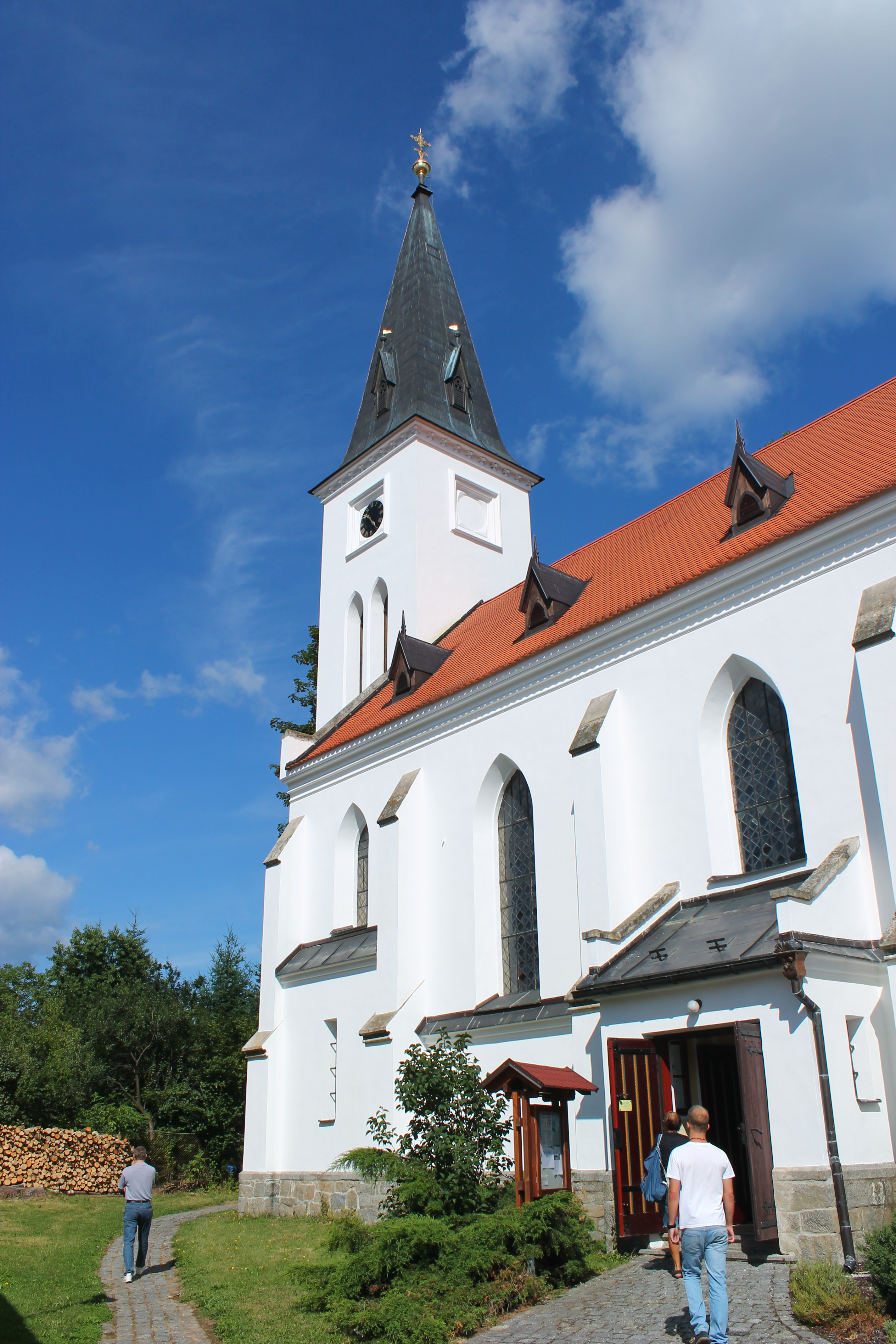
Vchod a věž kostela
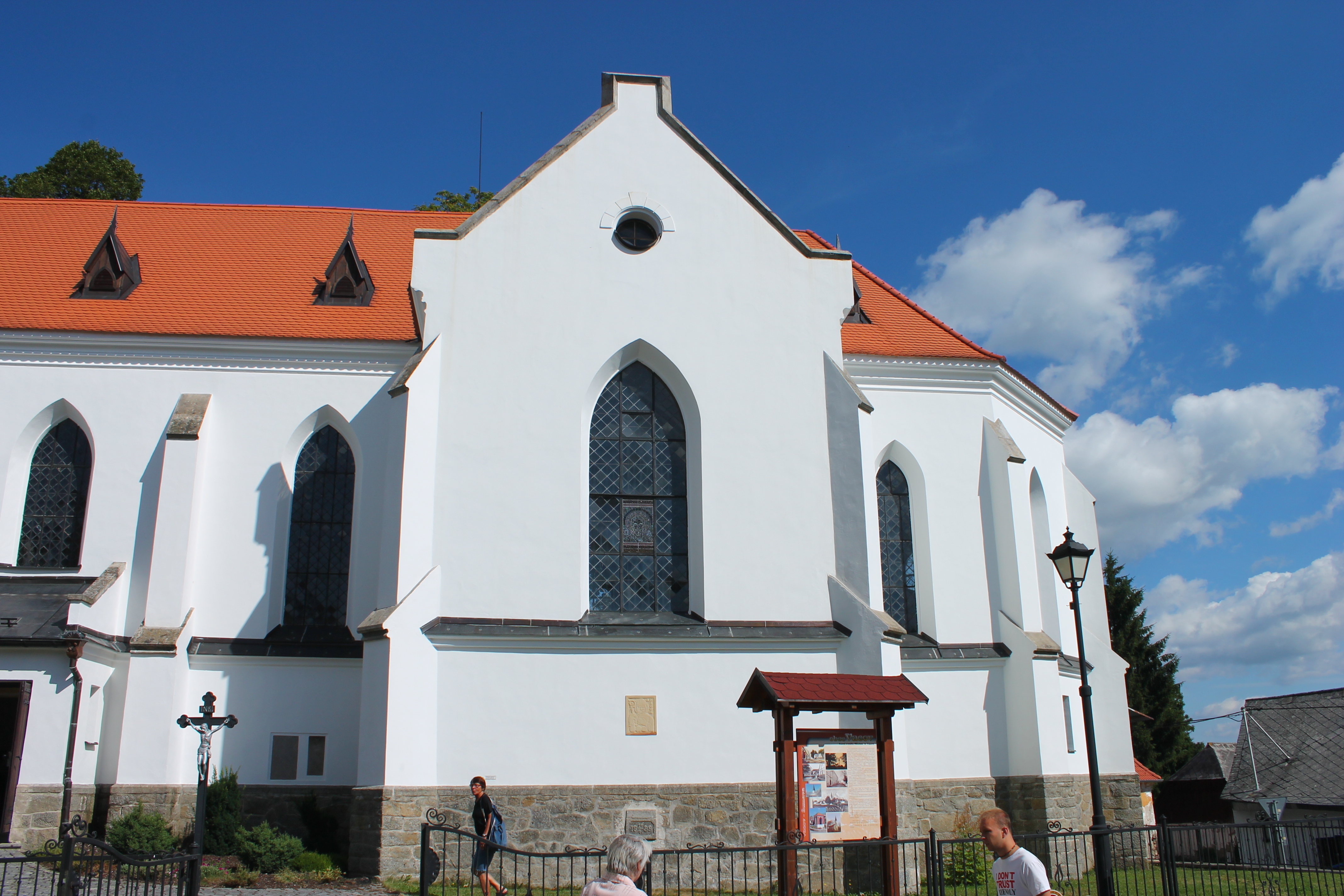
Transept
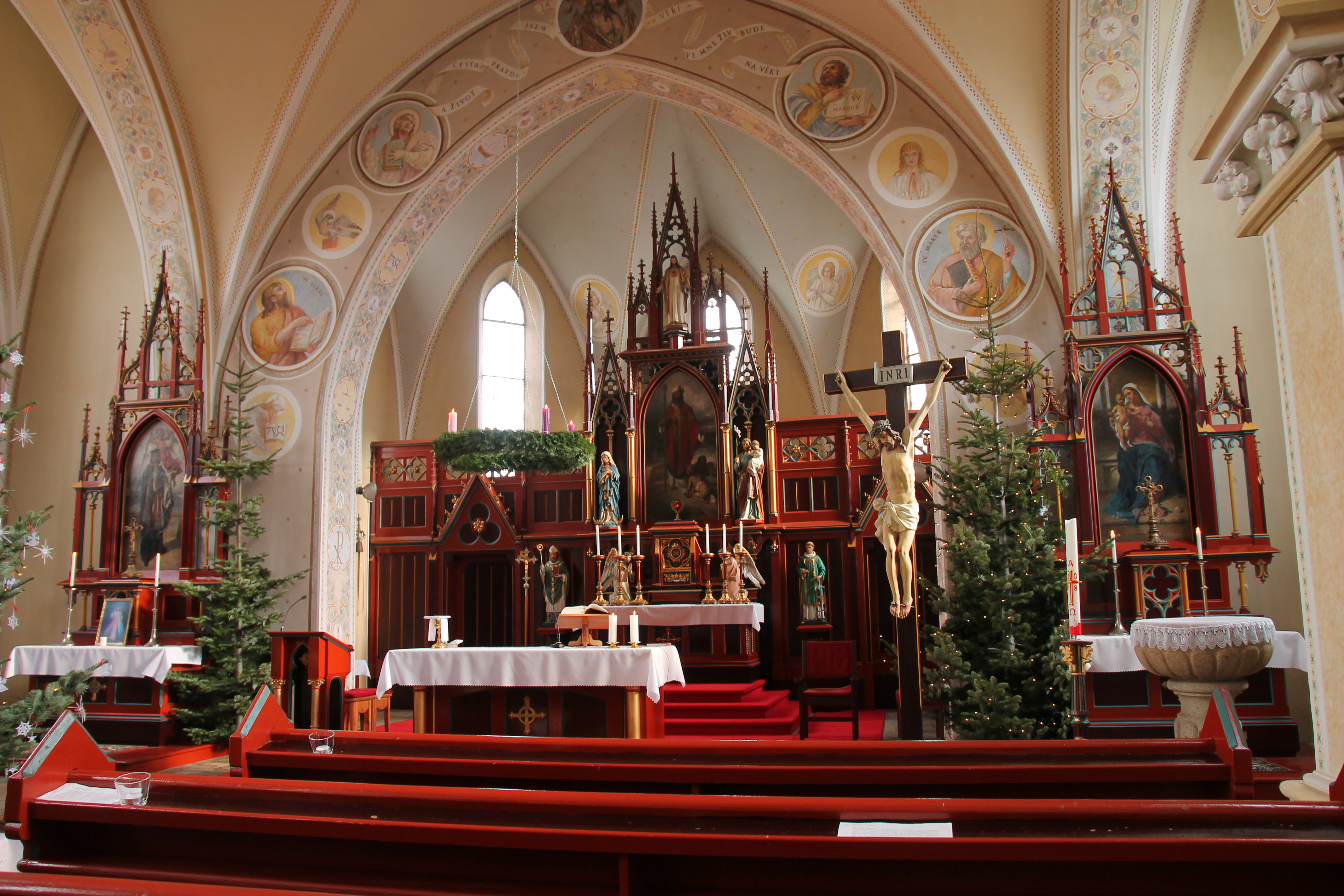
Loď kostela
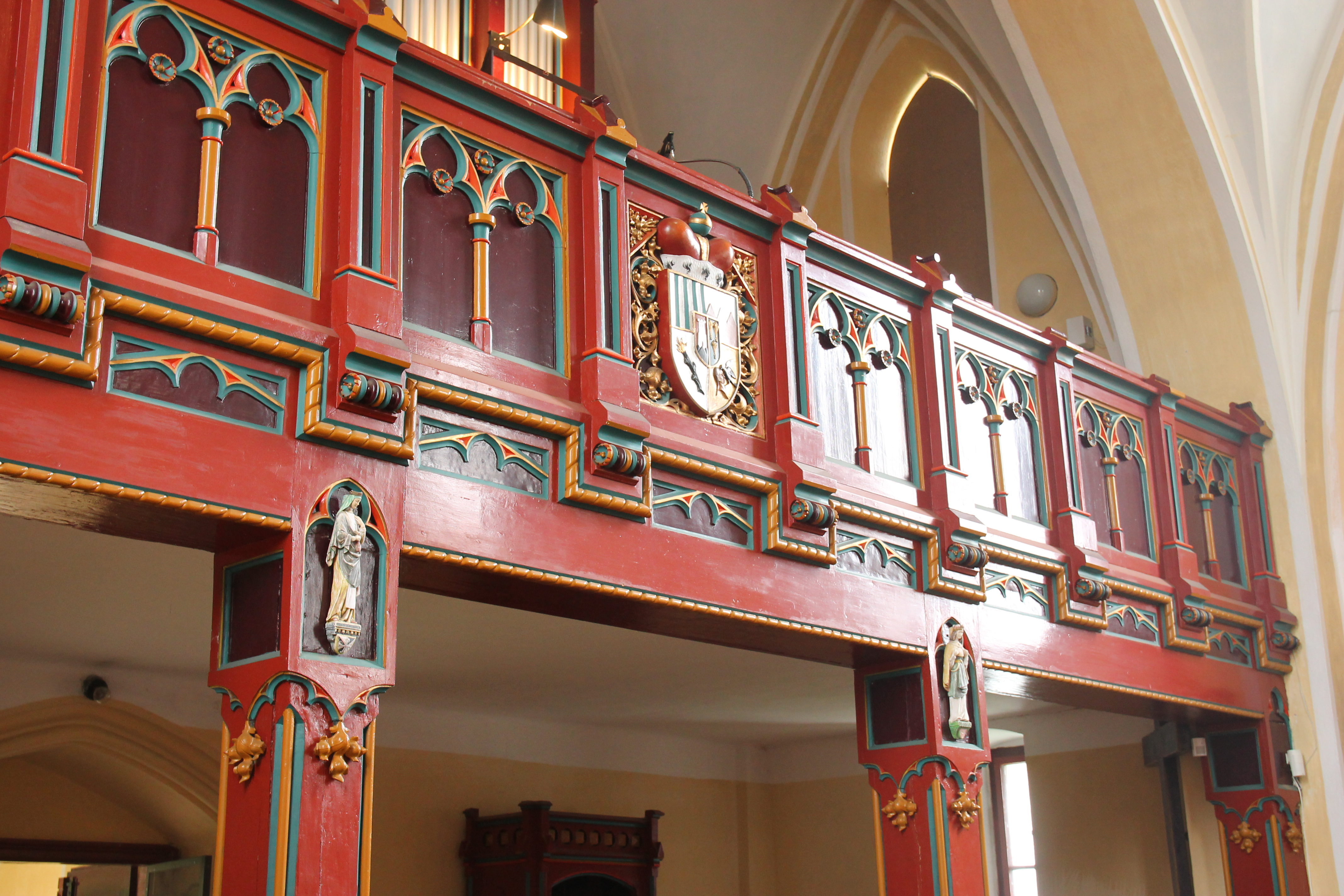
Kůr s erbem Schwarzenberků
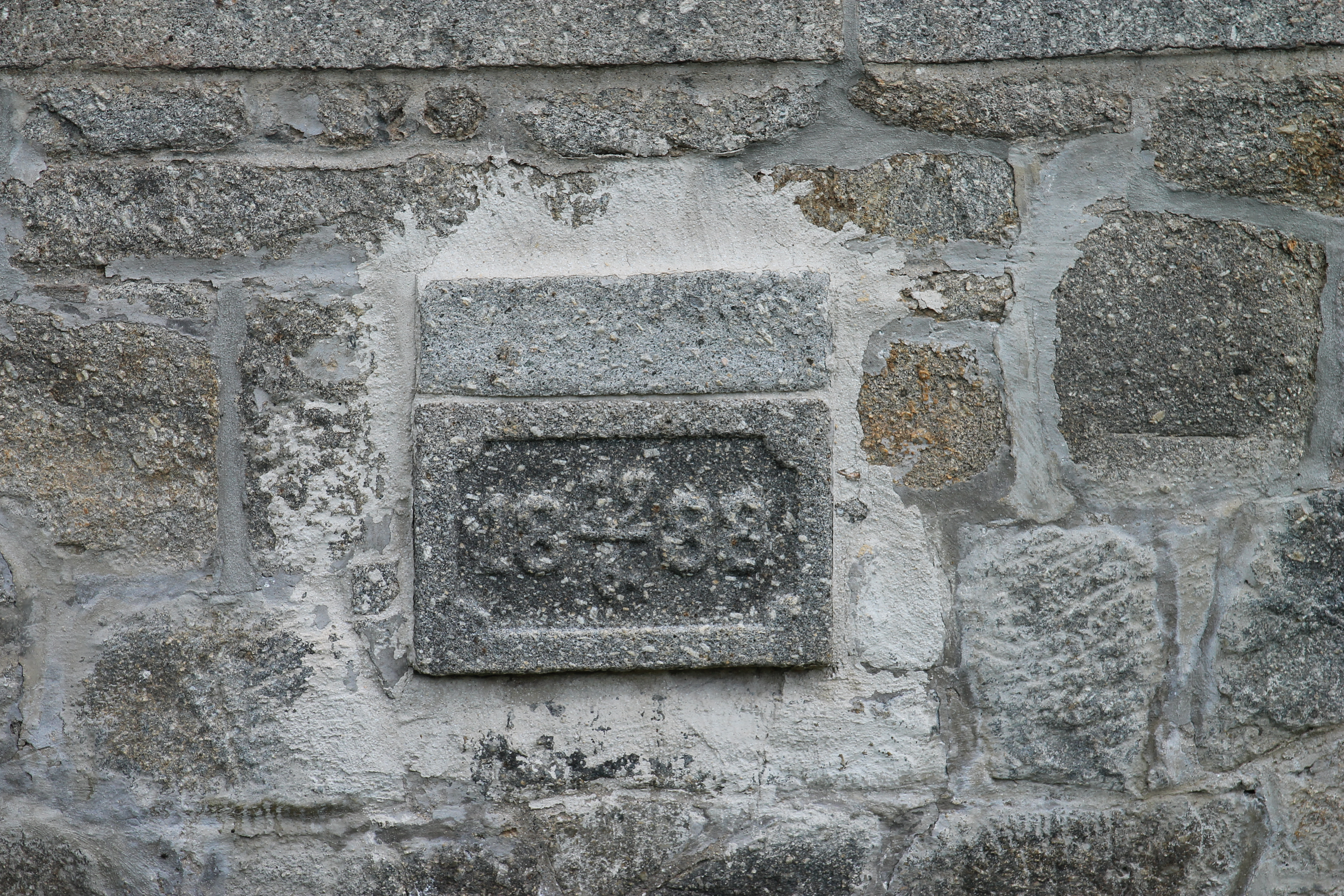
Základní kámen s vročením 19. 6. 1888
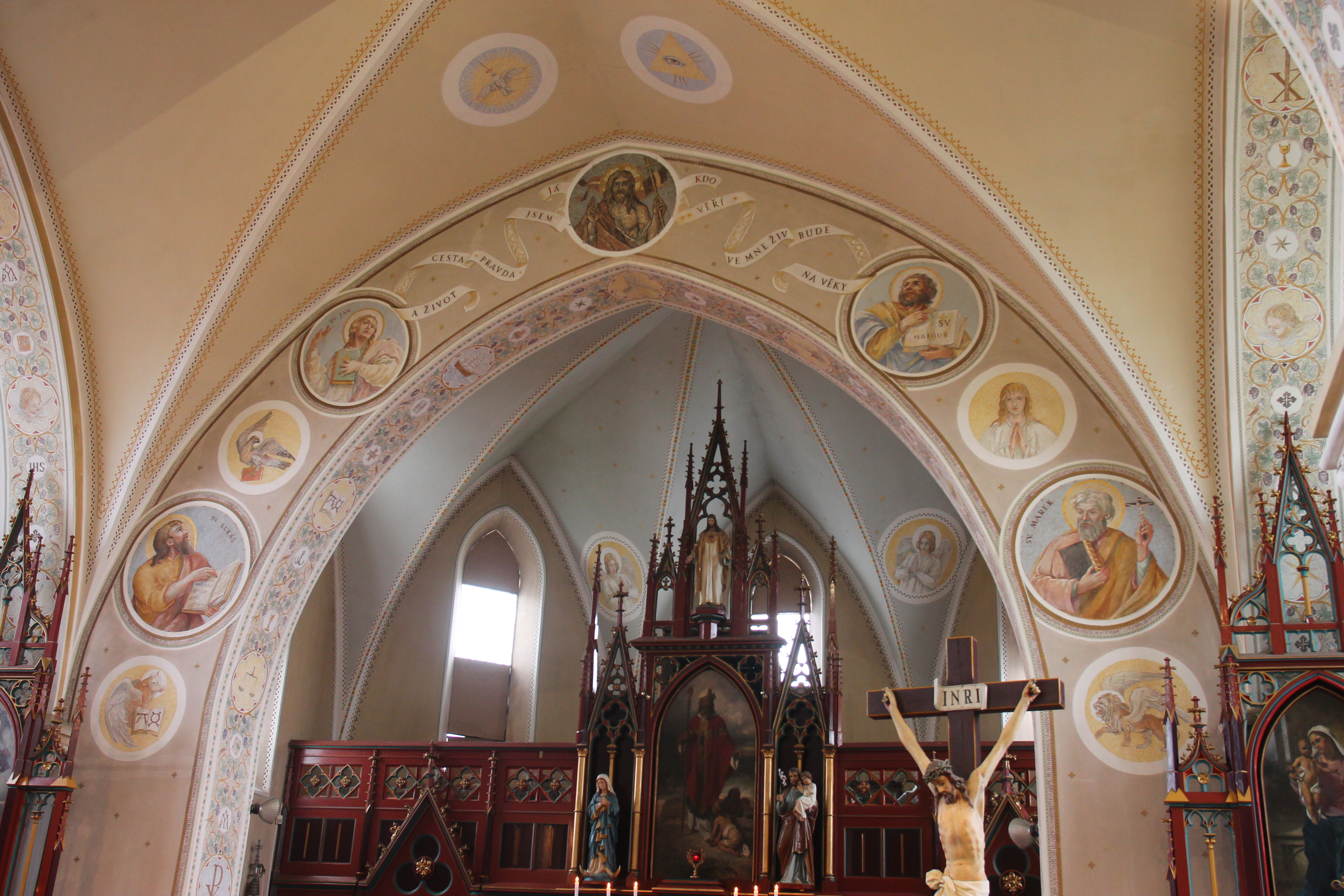
Vítězný oblouk s malbou A. Martana
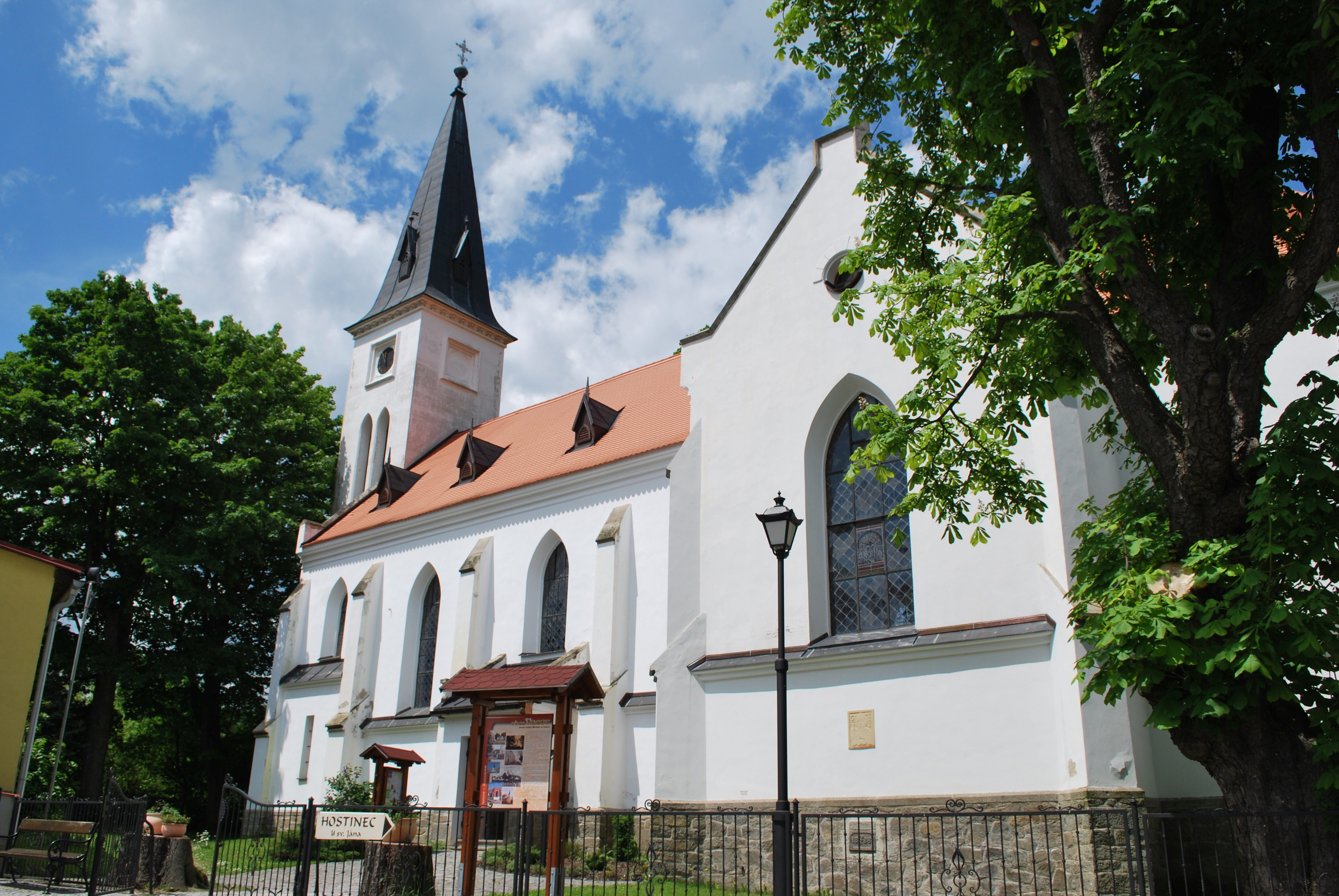
Přístup ke kostelu
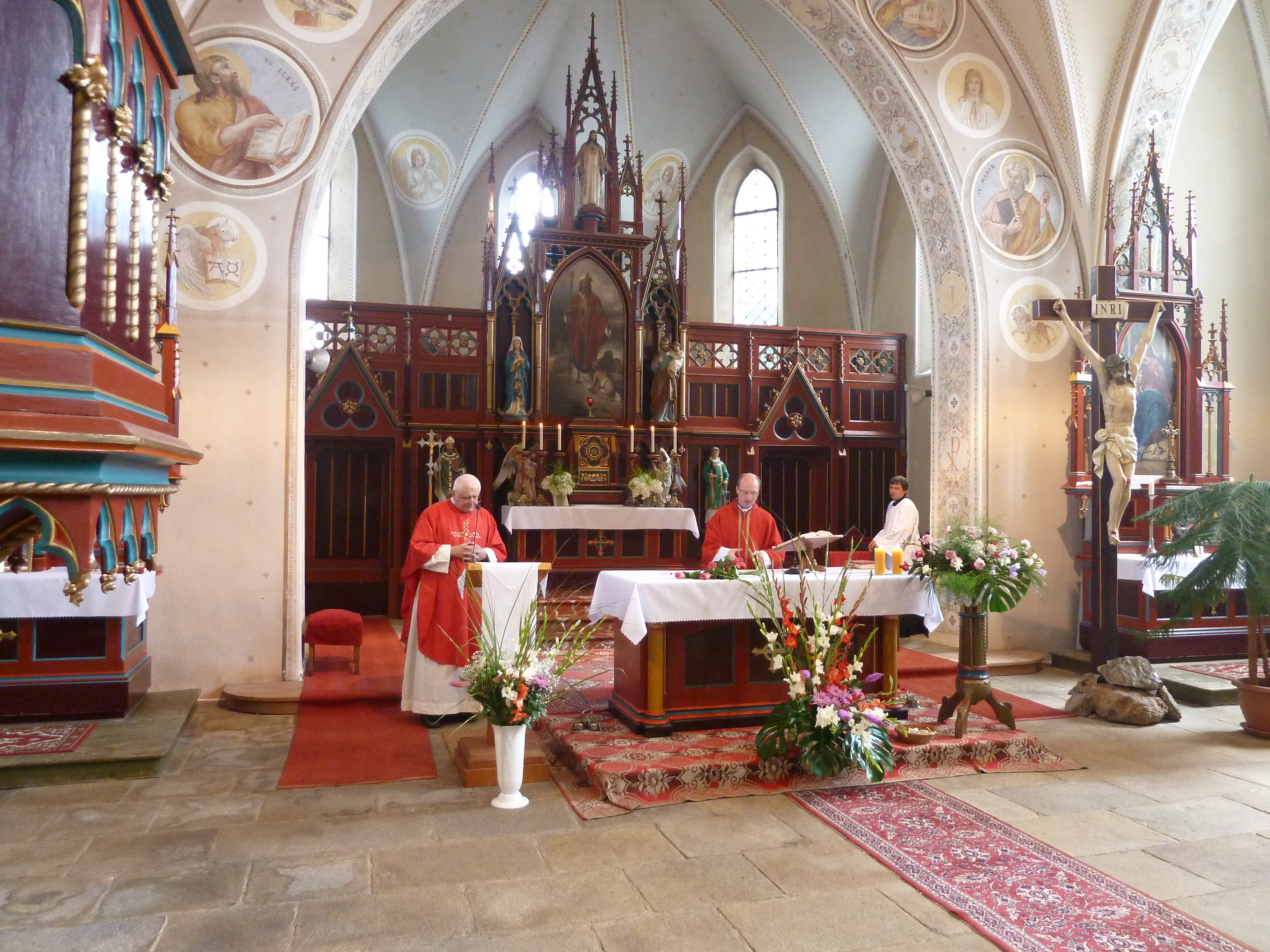
Poutní mše sloužená P. Prokopem Brožem a administrátorem vacovské farnosti, P. Janem Janouškem, 2011
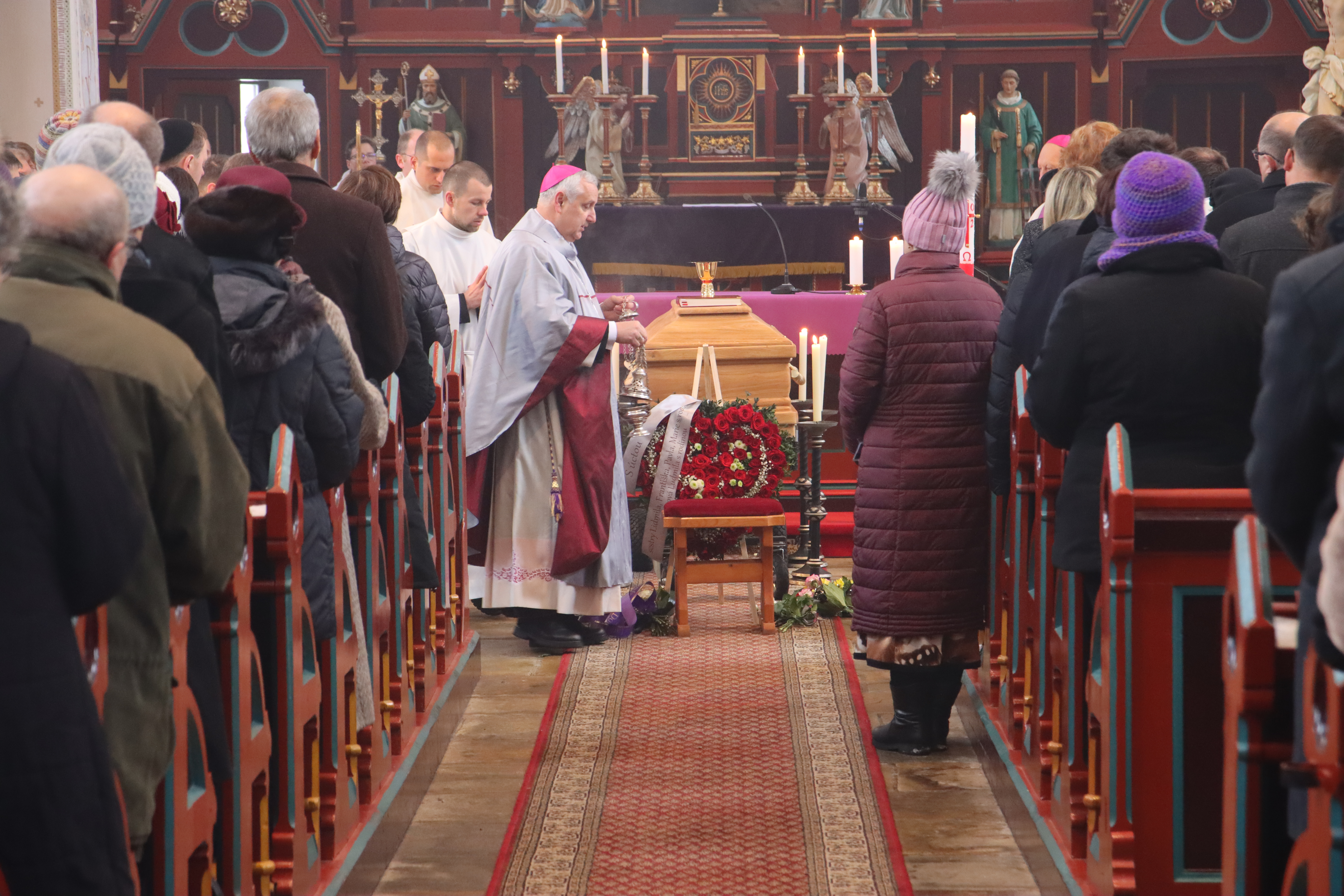
Pohřeb P. Janouška, biskup Vlastimil Kročil okuřující rakev, 2022
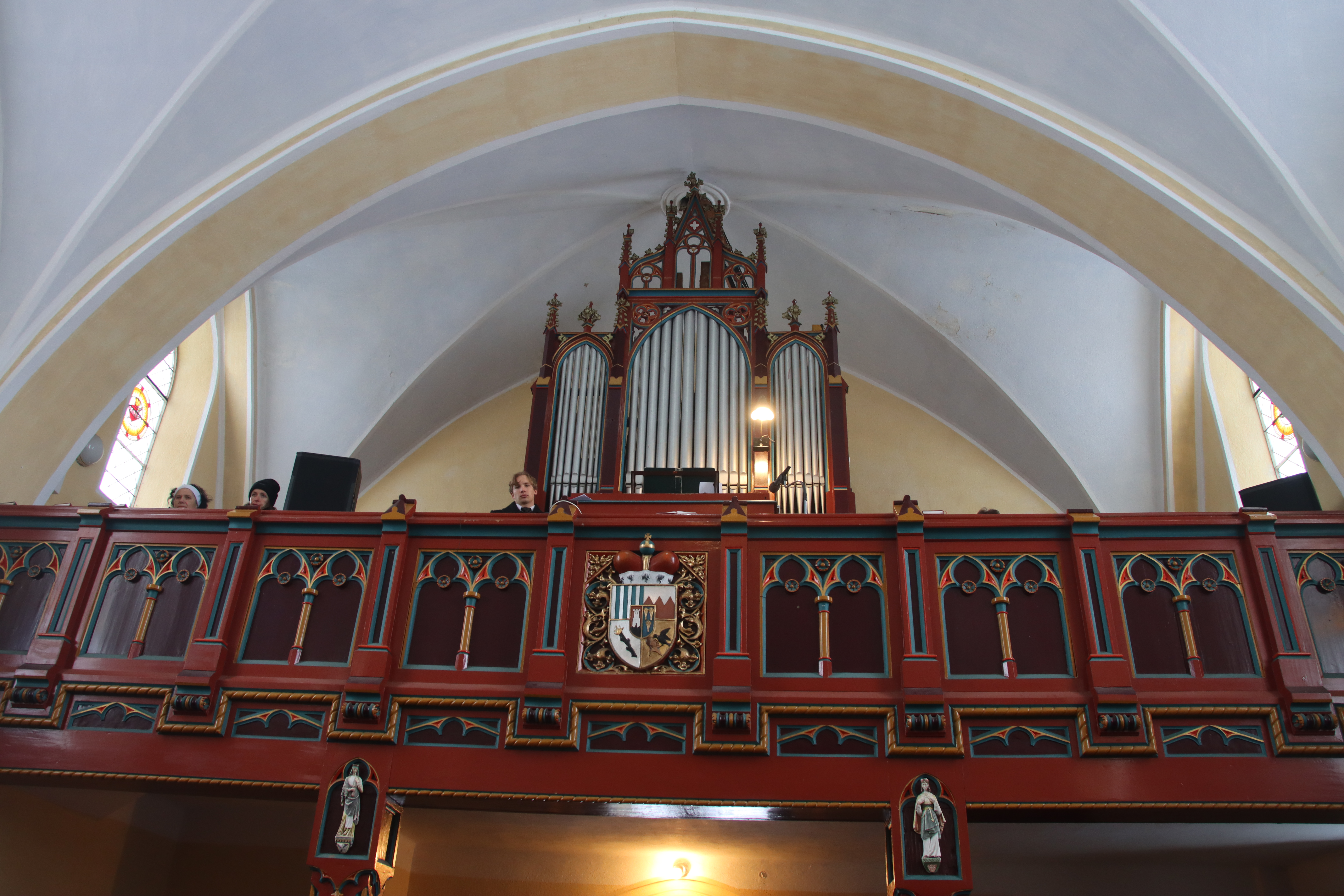
Kruchta s varhanami
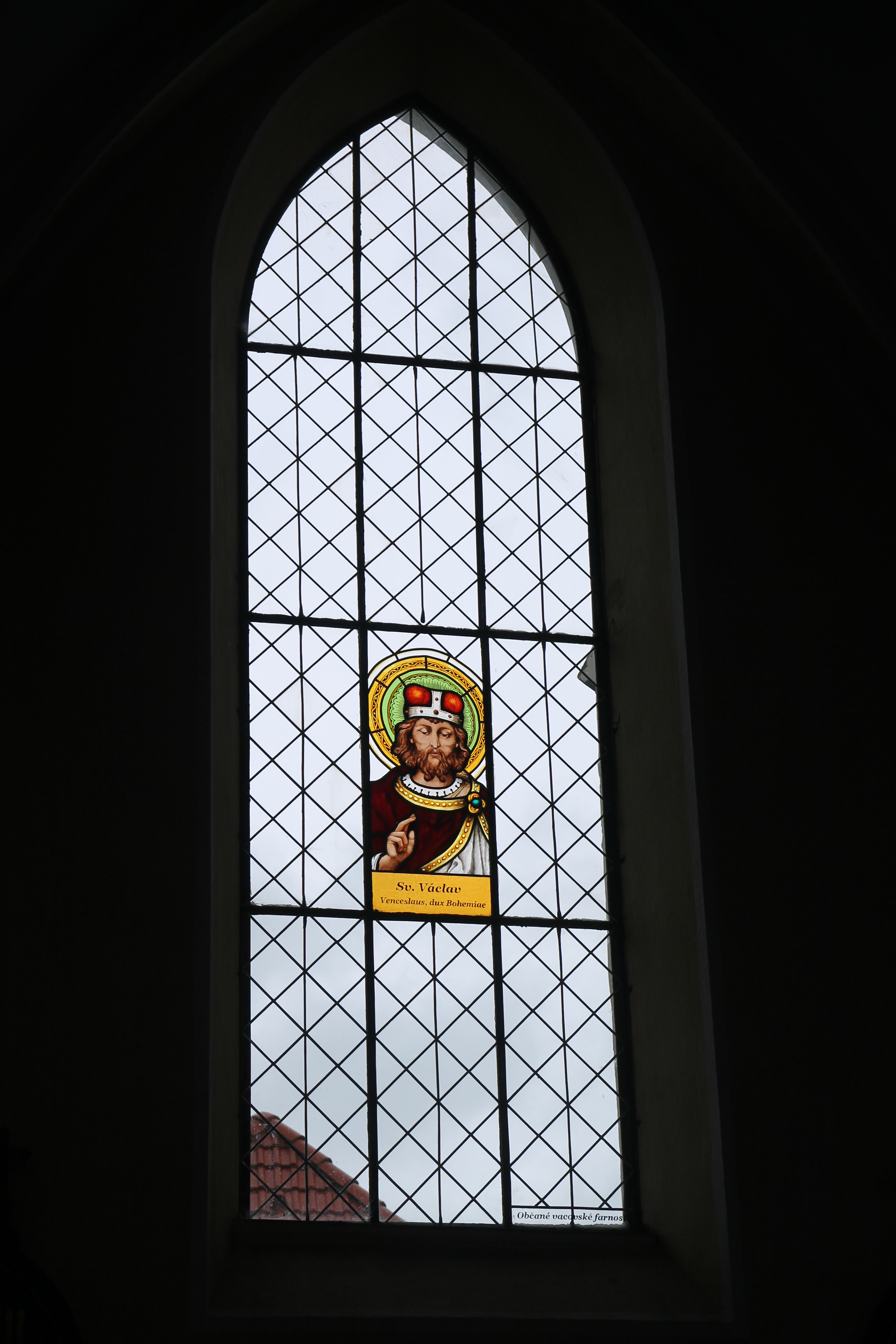
Nové okno: sv. Václav
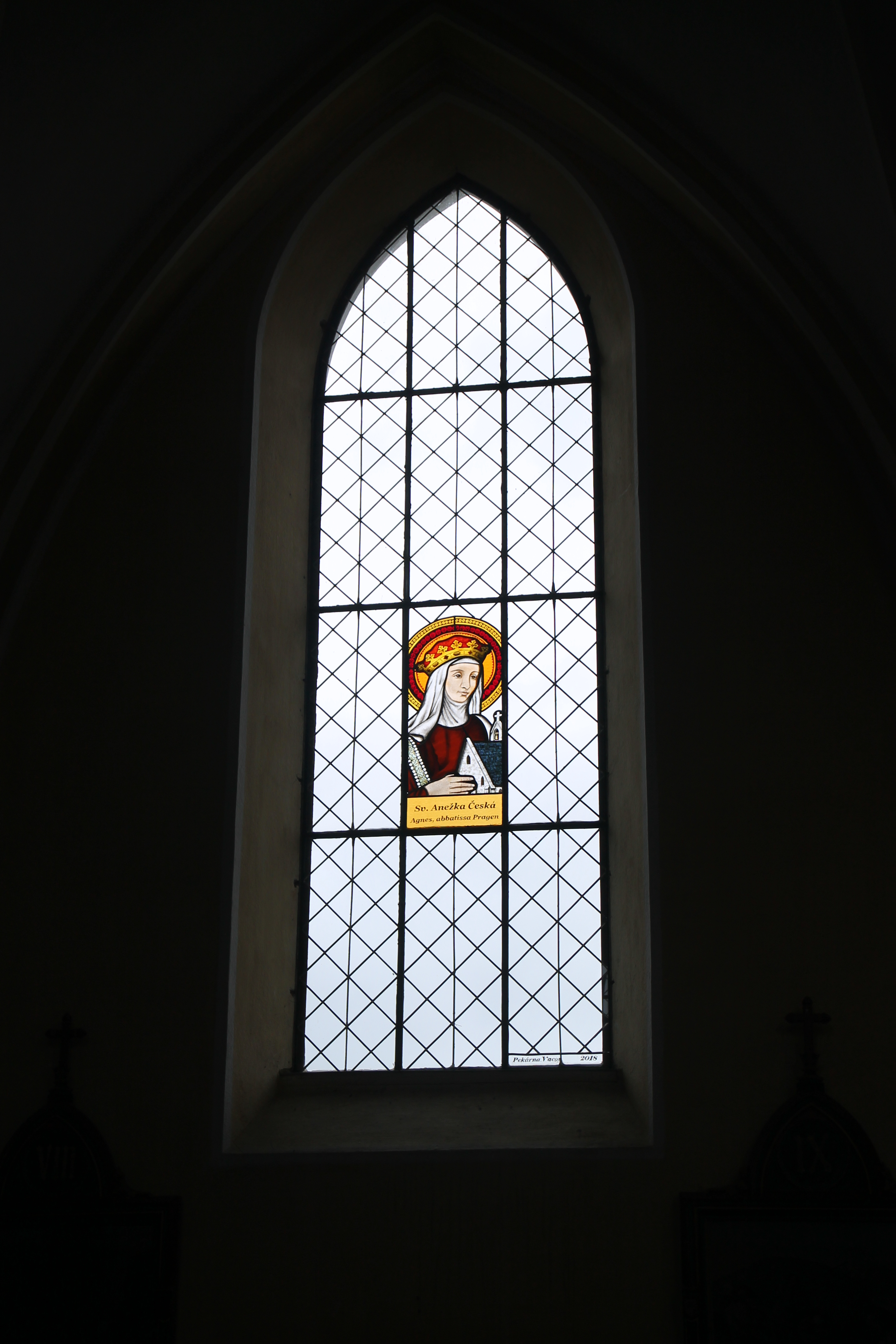
Nové okno: sv. Anežka
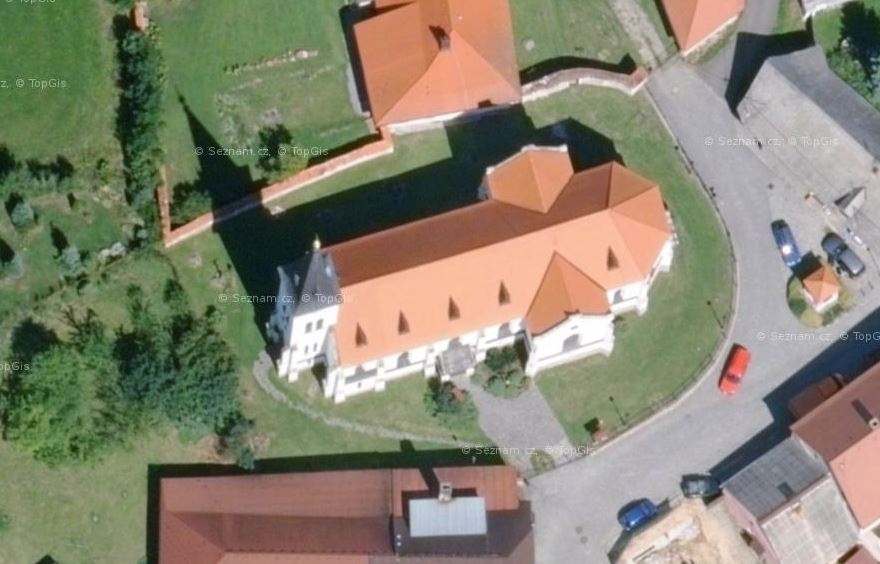
Letecké foto kostela (Mapy.cz)